# Lumicini rossi/Quando...quando...quando...
Lumicini rossi/Quando...quando...quando... è un singolo di Lucia Altieri, pubblicato nel 1962.

## Descrizione
Entrambi i brani contenuti nel singolo vennero presentati al Festival di Sanremo 1962: Lumicini rossi fu proposto dalla stessa Altieri in abbinamento con Wilma De Angelis, venendo eliminato dopo la prima doppia esibizione, mentre Quando quando quando, cantato da Tony Renis e rieseguito da Emilio Pericoli, si classificò al quarto posto e riscosse un grande successo mondiale.
Le canzoni vengono incluse nel primo album dell'artista, pubblicato quello stesso anno e intitolato semplicemente Lucia Altieri.
L'orchestra era diretta, rispettivamente, da Gianni Ferrio e Gino Mescoli.

## Tracce
LATO A
1. Lumicini rossi (testo: Gian Carlo Testoni – musica: Giorgio Fabor)

LATO B
1. Quando...quando...quando... (testo: Alberto Testa – musica: Tony Renis)